# Brasilembia beckeri
Brasilembia beckeri är en insektsart som beskrevs av Ross 2003. Brasilembia beckeri ingår i släktet Brasilembia och familjen Anisembiidae. Inga underarter finns listade i Catalogue of Life.